# 第43回社会人野球日本選手権大会予選
第43回社会人野球日本選手権大会予選は、第43回社会人野球日本選手権大会の出場チームを決定するために行われた予選および各種大会の結果をまとめたものである。
コールド、延長のイニングは記載しない。

## 第88回都市対抗野球大会
NTT東日本が本戦出場

## 第42回全日本クラブ野球選手権大会
- 1回戦

- 2回戦

- 準決勝

- 決勝

和歌山箕島球友会　3－2　大和高田クラブ
和歌山箕島球友会が本戦出場

## 日本選手権対象大会

### 第72回JABA東京スポニチ大会
- 予選リーグAブロック

- 予選リーグBブロック

- 予選リーグCブロック

- 予選リーグDブロック

- 準決勝

- 決勝

トヨタ自動車　6－1　Honda
トヨタ自動車が本戦出場

### 第64回JABA静岡大会
- 予選リーグAブロック

- 予選リーグBブロック

- 予選リーグCブロック

- 予選リーグDブロック

- 準決勝

- 決勝

東京ガス　6－4　ヤマハ
東京ガスが本戦出場

### 第46回JABA四国大会
- 予選リーグAブロック

- 予選リーグBブロック

- 予選リーグCブロック

- 予選リーグDブロック

- 準決勝

- 決勝

日本新薬　2－1　伯和ビクトリーズ
日本新薬が本戦出場

### 第40回JABA日立市長杯争奪大会
- 予選リーグAブロック

- 予選リーグBブロック

- 予選リーグCブロック

- 準決勝

- 決勝

日立製作所　6－5　三菱日立パワーシステムズ
日立製作所が本戦出場

### 第60回JABA岡山大会
- 予選リーグAブロック

- 予選リーグBブロック

- 予選リーグCブロック

- 予選リーグDブロック

- 準決勝

- 決勝

Honda　4－0　ヤマハ
Hondaが本戦出場

### 第59回JABA長野県知事旗争奪大会
- 予選リーグAブロック

- 予選リーグBブロック

- 予選リーグCブロック

- 準決勝

- 決勝

新日鐵住金かずさマジック　17－1　東海理化
新日鐵住金かずさマジックが本戦出場

### 第68回JABA京都大会
- 予選リーグAブロック

- 予選リーグBブロック

- 予選リーグCブロック

- 予選リーグDブロック

- 準決勝

- 決勝

NTT西日本　9－0　三菱重工広島
NTT西日本が本戦出場

### 第70回JABAベーブルース杯争奪大会
- 予選リーグAブロック

- 予選リーグBブロック

- 予選リーグCブロック

- 準決勝

- 決勝

中日ドラゴンズ　4－3　東京ガス
準優勝・東京ガスの所属する関東地区の最終予選出場枠1増

### 第70回JABA九州大会
- 予選リーグAブロック

- 予選リーグBブロック

- 予選リーグCブロック

- 予選リーグDブロック

- 準決勝

- 決勝

日本通運　3－2　SUBARU
日本通運が本戦出場

### 第59回JABA北海道大会 兼 第48回JABA東北大会
- 予選リーグAブロック

- 予選リーグBブロック

- 予選リーグCブロック

- 予選リーグDブロック

- 準決勝

- 決勝

日本製紙石巻　1－0　JR東日本東北
日本製紙石巻が本戦出場

## 地区最終予選

### 北海道地区
- 代表決定リーグ戦（2回戦制）

第1戦　JR北海道硬式野球クラブ　9－2　航空自衛隊千歳
第2戦　室蘭シャークス　8－3　航空自衛隊千歳
第3戦　JR北海道硬式野球クラブ　9－7　室蘭シャークス
第4戦　JR北海道硬式野球クラブ　13－0　航空自衛隊千歳
第5戦　室蘭シャークス　4－2　航空自衛隊千歳
第6戦　室蘭シャークス　3－2　JR北海道硬式野球クラブ
（JR北海道硬式野球クラブと室蘭シャークスが3勝1敗で並んだため、代表決定戦を実施）
- 代表決定戦

JR北海道硬式野球クラブ　3-2　室蘭シャークス
JR北海道硬式野球クラブが本戦出場

### 東北地区
日本製紙石巻は北海道兼東北大会優勝により、本戦出場
- 1回戦

JR東日本東北　11－0　JR秋田
TDK　4－0　JR盛岡
きらやか銀行　3－2　七十七銀行
- 準決勝

JR東日本東北　3－1　トヨタ自動車東日本
きらやか銀行　7－4　TDK
- 代表決定戦

JR東日本東北　4－3　きらやか銀行
JR東日本東北が本戦出場

### 北信越地区
- 1回戦

フェデックス　5－2　バイタルネット
- 準決勝

フェデックス　2－1　信越硬式野球クラブ
伏木海陸運送　11－0　JR新潟
- 代表決定戦

フェデックス　2－1　伏木海陸運送
フェデックスが本戦出場

### 関東地区
東京ガスは静岡大会の優勝により本戦出場、日立製作所は日立市長杯の優勝により本戦出場、Hondaは岡山大会の優勝により本戦出場、新日鐵住金かずさマジックは長野大会の優勝により本戦出場、日本通運は九州大会の優勝により本戦出場、NTT東日本は都市対抗の優勝により本戦出場
ベーブルース杯で中日ドラゴンズファームが優勝したため、準優勝の東京ガスが所属する関東地区の最終予選枠が1枠増
- 1回戦

東芝　15－0　日本ウェルネススポーツ大学・東京
明治安田生命　13－5　日本ウェルネススポーツ大学
SUBARU　6－2　深谷組
JR東日本　9－0　JR千葉
新日鐵住金鹿島　7－0　オールフロンティア
JX-ENEOS　7－0　JR水戸

- 代表決定戦

東芝　3－2　JFE東日本
明治安田生命　6－4　鷺宮製作所
JR東日本　3－1　SUBARU
新日鐵住金鹿島　2－1　三菱日立パワーシステムズ
JX-ENEOS　7－1　セガサミー
東芝、明治安田生命、JR東日本、新日鐵住金鹿島、JX-ENEOSが本戦出場

### 東海地区
トヨタ自動車は東京スポニチ大会の優勝により本戦出場
- 1回戦

永和商事ウイング　8－3　JR東海
西濃運輸　3－2　東海理化
Honda鈴鹿　4－0　新日鐵住金東海REX
東邦ガス　6－5　ヤマハ
- 2回戦

永和商事ウイング　4－2　ジェイプロジェクト
三菱自動車岡崎　3－2　西濃運輸
三菱重工名古屋　9－1　Honda鈴鹿
王子　8－1　東邦ガス
- 代表決定戦

三菱自動車岡崎　7－0　永和商事ウイング
王子　2－1　三菱重工名古屋
- 敗者復活戦1回戦

東海理化　3－2　JR東海
西濃運輸　7－3　ジェイプロジェクト
ヤマハ　4－2　新日鐵住金東海REX
Honda鈴鹿　3－1　東邦ガス
- 敗者復活2回戦

西濃運輸　7－3　東海理化
ヤマハ　5－0　Honda鈴鹿
- 敗者復活3回戦

三菱重工名古屋　18－3　西濃運輸
ヤマハ　1－0　永和商事ウイング
- 敗者復活代表決定戦

ヤマハ　6－3　三菱重工名古屋
三菱自動車岡崎、王子、ヤマハが本戦出場

### 近畿地区
日本新薬は四国大会の優勝により本戦出場、NTT西日本は京都大会の優勝により本戦出場
- 1回戦

甲賀健康医療専門学校　8－1　島津製作所
ミキハウスベースボールクラブ　5-3　三菱重工神戸・高砂
ニチダイ　6－5　履正社学園
カナフレックス　14－4　関メディベースボール学院
- 2回戦

パナソニック　3－0　ミキハウスベースボールクラブ
日本生命　1－0　ニチダイ
大阪ガス　12－4　カナフレックス
新日鐵住金広畑　4-1　甲賀健康医療専門学校
- 代表決定戦

日本生命　7－0　パナソニック
大阪ガス　5－0　新日鐵住金広畑
- 敗者復活1回戦

三菱重工神戸・高砂　7－0　甲賀健康医療専門学校
カナフレックス　1－0　履正社学園
ニチダイ　9－4　関メディベースボール学院
ミキハウスベースボールクラブ　11－4　島津製作所
- 敗者復活2回戦

三菱重工神戸・高砂　6－0　カナフレックス
ミキハウスベースボールクラブ　4－2　ニチダイ
- 代表決定戦

パナソニック　6－2　三菱重工神戸・高砂
新日鐵住金広畑　3－0　ミキハウスベースボールクラブ
三菱重工神戸・高砂　2－1（延長12回）　ミキハウスベースボールクラブ
日本生命、大阪ガス、パナソニック、新日鐵住金広畑、三菱重工神戸・高砂が本戦出場

### 中国地区
- 1回戦

シティライト岡山　5x－4（延長13回、11回からタイブレーク）　光シーガルズ
三菱重工広島　5－3　伯和ビクトリーズ
JR西日本　4x－3（延長11回タイブレーク）　三菱自動車倉敷オーシャンズ
ツネイシブルーパイレーツ　4x－3（延長10回）　JFE西日本
- 2回戦

JR西日本　2－1　ツネイシブルーパイレーツ
三菱重工広島　10－1　シティライト岡山
- 代表決定戦

JR西日本　9－6　三菱重工広島
- 敗者復活1回戦

光シーガルズ　9－4　伯和ビクトリーズ
JFE西日本　3－0　三菱自動車倉敷オーシャンズ
- 敗者復活2回戦

JFE西日本　12－2　光シーガルズ
シティライト岡山　5－4　ツネイシブルーパイレーツ
- 敗者復活3回戦

シティライト岡山　2－1　JFE西日本
- 敗者復活代表決定戦

三菱重工広島　8－1　シティライト岡山
JR西日本、三菱重工広島が本戦出場

### 四国地区
- 代表決定対抗戦（2戦先勝）

JR四国　5－2　四国銀行
四国銀行　7－4　JR四国
JR四国　7－0　四国銀行
JR四国が本戦出場

### 九州地区
- 1回戦

西部ガス　8－4　エナジック
沖縄電力　18－1　日本ウェルネススポーツ大学北九州
沖データコンピュータ教育学院　11－3　苅田ビクトリーズベースボールクラブ
宮崎梅田学園　15－3　宮崎福祉医療カレッジ
鮮ど市場ゴールデンラークス　3x－2　九州総合スポーツカレッジ
九州三菱自動車　3－0　新日鐵住金大分
- 2回戦

Honda熊本　7－0　沖データコンピュータ教育学院
九州三菱自動車　11－4　宮崎梅田学園
沖縄電力　8－3　西部ガス
JR九州　5－3　鮮ど市場ゴールデンラークス
- 準決勝

九州三菱自動車　4－1　Honda熊本
沖縄電力　3－2　JR九州
- 代表決定戦

沖縄電力　3－2　九州三菱自動車
- 敗者復活戦

JR九州　6－0　Honda熊本
- 敗者復活代表決定戦

JR九州　1－0　九州三菱自動車
沖縄電力、JR九州が本戦出場